# Billy Snedden
Sir Billy Mackie Snedden (ur. 31 grudnia 1926 w Perth, zm. 27 czerwca 1987) – australijski polityk reprezentujący Partię Liberalną. W latach 1972–1975 był liderem opozycji australijskiej.
Jest kawalerem Orderu św. Michała i Jerzego.

## Wczesne lata
Snedden urodził się w Perth jako syn kamieniarza. Kształcił się w państwowej szkole i w 1945 wstąpił do Królewskich Australijskich Sił Powietrznych. Po wojnie został zwolniony z jednostki wojskowej i zaczął studiować prawo na University of Western Australia. W 1950 r. poślubił Joy Snedden Forsyth, z którą miał czwórkę dzieci. W 1951 r., po skończeniu studiów, został przyjęty do adwokatury.